# سنتناریو (توکانتینس)
سنتناریو (به پرتغالی: Centenário) یک منطقهٔ مسکونی در برزیل است که در توکانتینس واقع شده‌است. سنتناریو ۲٬۹۳۶ نفر جمعیت دارد.